# 库都尔站
库都尔站，位于中华人民共和国内蒙古自治区呼伦贝尔市牙克石市库都尔镇，是牙林铁路上的火车站，建于1947年，由中国铁路哈尔滨局集团管辖。

## 歷史
- 建于1947年。

## 車站周邊
- 库都尔汽车站
- 库都尔森林公安局
- 库都尔林业局中学

## 外部連結
- 中国铁路客户服务中心 （页面存档备份，存于）